# Légua quadrada
Uma légua quadrada era uma unidade de área definida como a área de um quadrado cujos lados medem uma légua terrestre. É a maior unidade de área do sistema imperial. Era usada para se medir a área de uma nação e de todas as suas divisões territoriais. Equivale a 23,309892993024 quilômetros quadrados. Também equivale a:
- 36 130 406 400 polegadas quadradas
- 250 905 600 pés quadrados
- 27 878 400 jardas quadradas
- 921 600 rods quadrados
- 23 040 roods
- 5 760 acres
- 36 homesteads
- 9 milhas quadradas
- 3.000 por 3.000 braças